# 奧里圖科河畔阿爾塔格拉西亞
奧里圖科河畔阿爾塔格拉西亞是委內瑞拉的城鎮，由瓜里科州負責管轄，位於該國北部，始建於1676年3月1日，面積138平方公里，海拔高度101米，2001年人口117,927。